# Casearia elegans
Casearia elegans là một loài thực vật có hoa trong họ Liễu. Loài này được Standl. mô tả khoa học đầu tiên năm 1940.